# Ture Axelsson
Ture Axelsson (Helsínquia, Uusimaa, 3 de julho de 1921) é um ex-canoísta finlandês especialista em provas de velocidade.

## Carreira
Foi vencedor da medalha de bronze em K-2 1000 m e K-2 10000 m em Londres 1948, junto com o seu colega de equipa Nils Björklöf.